# 雛見沢くるみ
雛見沢くるみ（ひなみざわ くるみ）は、日本のバーチャルYouTuber、バーチャルアイドル。誕生日は3月3日。愛称は、学院長。

## 概要
株式会社DUO(現・株式会社ZIZAI)が技術サポートをしていた5人組バーチャルアイドルユニット「ぴぐまりおん。」のメンバーとして2018年9月8日デビュー。イメージカラーは緑。
私立ガラテア女学院の学院長として逃走した父親の代わりに学院運営をする傍ら、突然自分の前から居なくなった幼少期の友人に、有名になって見つけてもらうことを夢見てアイドル活動を行っている。
可哀そうなニンゲン（ファン）を保護し、地下奥深くで飼っている。ファンの名称はペット。
2019年12月26日の「ぴぐまりおん。」解散後、企業などの支援を受けずにフリーで活動するいわゆる「個人勢」として2021年12月31日まで活動。
同日行われた生配信にて、2022年1月1日より芸能事務所アトミックモンキーの所有するレーベル「アトミックモンキートラスト」に所属することが発表された。

## 活動
2018年9月より、YouTubeにて動画の投稿、ライブ配信を行っている。配信は不定期かつ突発的に行われることが多く、その場合は直前に自身のTwitterにて告知される。
内容は自身考案の企画配信やカラオケ音源を使用し歌唱を披露する配信（通称・歌枠）の他、「歌ってみた」動画やオリジナル曲の動画投稿も行っている。
自身はバーチャルYouTuberではなくバーチャルアイドルを公言しており、主な活動は企業案件やPixivFANBOXを通じたファンサービスが多い。
「ぴぐまりおん。」解散時にクビになったスタッフを再雇用し、経理担当として雇っている。
自身のことを1番に応援してくれる、あるいは自身だけを応援してくれるいわゆる「最推し」「単推し」のファンが多くおり、熱量が高いファンを「ペット」と呼び飼い慣らしている。
2018年12月にキャラライブアプリ「IRIAM」にて月間収益ランキング1位を達成。以降2019年11月にかけて2位-10位を全て達成し、IRIAMより贈呈されるランキング入り記念トロフィーを全て獲得している。
2020年4月にIRIAMでの活動を終了するまでに参加したイベントでは、全てランキング1位を達成している。

## 来歴
2018年
- 9月8日、バーチャルアイドルユニット「ぴぐまりおん。」のメンバーとしてYouTubeデビュー[5]。
- 11月11日、株式会社ZIZAI（現在は子会社・株式会社IRIAM）が運営するキャラライブアプリ「IRIAM」にて配信デビュー。
- 12月、キャラライブアプリ「IRIAM」にて月間収益ランキング1位を達成。

2019年
- 2月18日、テレビアニメ「バーチャルさんはみている」単独CM出演。
- 3月2日 - 3月9日、THE AKIHABARA CONTAiNERにて巨大サイネージ広告を掲示。
- 4月20日、アニメイト渋谷店にてリアルイベント実施。1日バーチャル店員となる[6]。
- 4月27日 - 4月28日、ニコニコ超会議2019に参加[7]。
- 7月10日、難波研制作のオリジナル楽曲「Pisces」公開[8]。
- 7月11日、難波研制作のオリジナル楽曲「あこがれ」公開[9]。
- 8月10日、自身の所属するユニット「ぴぐまりおん。」よりオリジナル楽曲「サマーダイブ」公開[10]。
- 8月10日、ラジオ日本「IRIAMバーチャルラジオ営業所」CM出演。
- 8月24日 - 8月25日、秋葉原にてアドチャリイベント実施[11]。
- 11月23日、ラジオ日本「IRIAMバーチャルラジオ営業所」CMに2度目の出演。
- 11月30日、ラジオ日本リアルイベント「イリラジ大感謝祭」参加。
- 12月26日、「ぴぐまりおん。」解散につきフリーで活動を開始する。
- 12月30日、東京VTuber劇場主催、単独ライブイベント「くるみを見る会」開催[12][13]。

2020年
- 2月21日、株式会社ZEN主催「雛見沢くるみ×ウェブポン」実施[14]。
- 4月5日、新宿の「ロボットレストラン」にてエナツの祟り「ロボットレストラン無観客ライブ」司会進行を担当[15]。
- 4月28日 - 6月1日、合同会社DMM.comが販売するオンラインくじ「DMMスクラッチ」と提携し「雛見沢くるみスクラッチ」販売[16]。
- 5月30日、トリコ株式会社の美容ブランド「FUJIMI」のインフルエンサーに就任。
- 6月12日、ジュリアナの祟りの江夏亜祐、翌桧ダンク冬雪がMCを務めるCLOVER MEDIA Radio&NetTV「江夏亜祐のバブリー革命」ゲスト出演。
- 6月13日、ファンメイドのオリジナル楽曲「I'm Doll」公開[17]。
- 6月26日、キズナアイがMCを務めるBS日テレ「てぇてぇTV」の企画「アイキャッチ選手権」に参加。
- 7月5日、株式会社アニエラ主催「ブイノオト」ゲスト出演[18]。
- 7月21日、株式会社栄通が運営する通販サイト「プリロール」にて、コラボプリントケーキ・マカロンを販売開始[19]。
- 8月4日、リカー・イノベーション株式会社が運営する酒通販サイト「KURAND」にて、「VTuber酒蔵応援プロジェクト」参加[20]。
- 8月21日、CLOVER MEDIA Radio&NetTV「江夏亜祐のバブリー革命」2回目のゲスト出演。
- 8月21日、PixivFANBOX加入者100名達成。
- 9月21日、株式会社アニエラ主催「ブイノオト」2回目のゲスト出演[21]。
- 10月3日、3Dモデルお披露目。YouTubeにて全身フルトラッキング配信実施[22]。
- 10月20日、カードゲーム「ゲートルーラー」アンバサダー就任[23]。
- 11月7日、秋葉原ラジオ会館1階のギフトショップ「The Akiba」にてイベント実施。等身大ポスター掲示とグッズ配布を行う[24]。
- 11月22日、株式会社BitStar主催「わくわく！VTuberひろば おんらいん Vol.3」出演[25]。
- 12月4日、リアル音楽ライブイベント「エンタス忘年会」参加。

2021年
- 2月17日、クラスター株式会社が運営するバーチャルSNS「cluster」にて実施の「cluster大加速祭2021」アンバサダーに就任[26]。
- 3月3日、株式会社パノラプロ主催「ネットおしゃべりフェス（雛見沢くるみ生誕SP）」開催[27]。
- 3月7日、難波研制作のオリジナル楽曲「クローバーシンフォニー。」公開[28]。
- 3月12日、HTC NIPPON株式会社と合同会社DMM.com共催のVIVEアンバサダープログラムに参加。第4期VIVEアンバサダー就任[29]。
- 3月14日、秋葉原のスープカレー専門店「スープカレーカムイ」にて、単独コラボカフェ「雛見沢スープカレー症候群」を4月24日まで開催[30]。
- 3月23日、cluster公式放送「HELLO Cluster」ゲスト出演[31]。
- 3月27日、cluster大加速祭2021とコラボした音楽ライブイベント「大加速祭2021×くらげビート7」出演[32]。
- 4月1日、BOOKOFF秋葉原駅前店の店内ナレーションを担当。以降、店舗開店中1時間に1回の頻度で店内放送される。
- 4月2日 - 5月2日、合同会社DMM.comが販売するオンラインくじ「DMMスクラッチ」と2回目の提携。「雛見沢くるみスクラッチ第二弾」販売[33]。
- 4月3日、株式会社フルーツポットが展開するアロマミスト「#推しアロマミスト」VTuber編第3弾として、雛見沢くるみプロデュースのアロマミストを販売開始[34]。
- 4月24日、cluster公式イベント「大加速祭2021 ワールド制作チャレンジ実況プレイ」参加[35]。
- 5月2日、株式会社Frontier Lotusが展開する不動産物件提案サービス「部屋、探しといて！」WebCMナレーション担当[36]。
- 5月28日、名古屋PARCOにて6月21日まで開催の「ナゴヤVTuber展」アンバサダー就任[37]。
- 5月29日、大地丙太郎制作のWebアニメ「ばっとびすっとび忠治くん」キク役として声優デビュー。山口勝平、十時莉音、坂本頼光らと共演[38]。
- 6月1日 - 12月31日、株式会社ビーマップが展開するサービス「こんぷりん」にて株式会社コスパ協力のもと「雛見沢くるみグラフィグ」発売[39]。
- 6月4日 - 6月5日、どきどきキャンプ岸学がMCを務めるYouTube番組「Creator’s Ability -電脳影像空間-」ゲスト出演[40][41]。
- 6月20日、clusterにて音楽ライブイベント「ゆるくらげビート2」出演[42]。
- 7月21日、五反田のVTuberグッズ販売店「V-MANI」にて、アロマミストの実店舗販売を開始[34][43]。
- 8月1日 - 、「スープカレーカムイ」のアンバサダーに就任。総勢15名とコラボした「スープカレーカムイVTuber」イベント実施[44]。
- 8月8日 - 8月22日、秋葉原の「akiba LED ピカリ館」店頭にてサイネージ広告掲示[45]。
- 8月13日 - 8月22日、男性用求人サイト「俺の風」のコラボアドトラックが新宿、秋葉原、渋谷の3ヶ所で走行[46]。
- 8月27日 - 8月31日、バーチャルキャストにて開催の初音ミク公式VRテーマパーク「MIKU LAND 2021 SUMMER VACATION」アテンドVTuberとして参加[47]。
- 9月9日、株式会社ネインが展開するアシスタントアプリ「Zeeny アシスタント」及びスマートイヤフォン「Zeeny」シリーズとタイアップ。活動3周年を記念してコラボイヤフォンを9月9日 - 10月27日の間予約販売[48]。
- 10月26日、難波研制作のオリジナル楽曲「PET」公開[49]。
- 11月8日、「プリロール」にて、コラボプリントクリスマスケーキを販売開始[50]。
- 11月25日、株式会社Mogura主催のXRカンファレンスイベント「XR Matsuri」HTC NIPPONブースにて、VIVEアンバサダーとしてアバターワーク実施[51]。
- 12月22日、道頓堀のTSUTAYA EBISUBASHIにて開催するリアルイベント「リアル＆バーチャルアイドル on STAGE」参加[52]。
- 12月28日、株式会社アプリスタイル刊行の「VTuberスタイル Vol.3」より連載コラム掲載開始[53]。以降隔月掲載。

2022年
- 1月1日 、芸能事務所アトミックモンキー所有レーベル「アトミックモンキートラスト」に所属[3]。
- 1月14日、東京都に15店舗を展開するラーメン店、麺屋武蔵の初代公式アンバサダーに就任[54][55]。
- 2月18日 - 3月11日、株式会社ロマンテックジャパンが展開するサービス「vnow」にてオリジナルグッズ販売[56]。
- 3月5日、「スープカレーカムイ」にて、単独ライブイベント記念としてコラボカレー販売を1日限定で開催[57]。
- 3月5日、池袋HUMAXシネマズにて単独ライブイベント「劇場版 雛見沢くるみ Clover Symphony クローバーシンフォニー 第一章 －希望－」開催[58][59]。
- 4月27日、株式会社ネインが展開する「Zeeny」シリーズと2度目のタイアップ。コラボレーションスピーカーを4月27日 - 6月6日の間販売[60]。
- 5月1日 - 5月31日、麺屋武蔵とのオリジナルコラボつけ麺を販売[61]。
- 7月20日、麺屋武蔵オリジナルコラボつけ麺販売累計100食突破を記念して麺屋武蔵公式ホームページをジャック[62]。
- 7月30日、コネクトネットワーク株式会社が運営するVTuberグループ「らいとあっぷ！」主催の「LIVE UP FES ~summer2022~」ゲスト出演[63]。
- 8月27日、9月3日、ジュリアナの祟りがMCを務める地上波テレビ番組「ジュリアナの祟りのバブリー革命TV」ゲスト出演[64]。
- 9月1日 - 9月15日、株式会社ロマンテックジャパンが展開するVTuberARカードサービス「vnowトレカ」第一弾として限定ARトレカ販売[65]。
- 10月15日 - 10月30日、お台場のMARUNOKI CAMP CAFE FOOD MARKETにて開催するコラボカフェ「Vハロ -2022-」に参加[66]。
- 11月17日、YAB EntertainMent合同会社が実施するクラウドファンディング「ワコンピ unleashed」制作プロジェクト」のストレッチゴール枠として、コンピレーション・アルバムへの参加が決定[67]。
- 11月26日、ラジオFM千里「東 哲平のMONO MUSIC QUEST」にてワコンピ2特集[68]。
- 12月24日 - 12月25日、株式会社フルーツポットが運営する単独リアルイベント「今日はボドゲの日」開催[69]。

2023年
- 1月1日 - 2月1日、合同会社DMM.comが販売するオンラインくじ「DMMスクラッチ」と3回目の提携。「雛見沢くるみ デジタルおみくじスクラッチ」販売[70][71]。
- 2月10日 - 2月28日、合同会社DMM.comが販売するオンラインくじ「DMMスクラッチ」と4回目の提携。「雛見沢くるみ バレンタインデジタルギフト スクラッチ」販売[72][73]。
- 3月11日、JR東日本が開催する高輪ゲートウェイ駅の開業3周年記念イベント「Playable Week 2023」にバーチャルアバターロボットに搭乗し参加[74][75]。
- 3月12日、池袋HUMAXシネマズにて単独ライブイベント「劇場版 雛見沢くるみ 四葉行進 -Clover March- 」開催[76]。
- 3月22日 - 4月12日、スマホゲームアプリ「WARPATH-武装都市-」にてコラボイベント開催[77]。VTuber4名での競合の末に優勝する[78]。
- 4月16日、渋谷区議会議員鈴木けんぽう氏のVTuberコラボ街頭演説に参加[79]。原宿・渋谷をウグイス嬢として巡回[80]。
- 6月18日、東京タワー内にあるeスポーツテーマパーク「RED゜TOKYO TOWER」にてリアルタイムトークイベントに参加[81][82]。
- 7月29日、秋葉原のベルサール秋葉原で開催された「バーチャルマーケット2023リアルinアキバ」にて「ワコンピ unleashed」制作プロジェクトのスペシャルステージ開催[83]。アルバム楽曲のライブ披露が行われた。
- 8月9日、「ワコンピ unleashed」制作プロジェクトのコンピレーションアルバム楽曲「テイル」デジタル配信[84]。
- 9月1日、合同会社Endianにて企画・製造・販売を手掛けているリラクゼーションドリンク「CHILL OUT（チルアウト）」が期間限定スポンサーに就任する[85]。
- 9月7日 - 10月6日、合同会社DMM.comが販売するオンラインくじ「DMMスクラッチ」と5回目の提携。「雛見沢くるみ スクラッチ第三弾」販売[86]。
- 9月9日、オリジナルLINEスタンプ「ペットわんわんですわ」発売[87]。
- 11月3日 - 11月5日、湘南台の湘南台温泉「らく」にて開催するコラボイベント「推しＶ風呂」参加[88]。またイベント開催に併せて11月24日まで湘南台のSACHI菓子にてコラボクッキー缶販売[89]。

2024年
- 2月16日、東急歌舞伎町タワー内「namco TOKYO」にて、山葵音楽学校プロジェクト開催の「ルモノリスフェス 」に出演。「モノリスロボ」と「Vtuberミニロボ」にて出演[90]。
- 3月15日 - 4月4日、日本最大級の縦型街頭ビジョン渋谷愛ビジョンにてオリジナル曲のPVを放映[91]。
- 3月20日 - 、静岡県伊東市の私設テーマパークまぼろし博覧会にてコラボイベントを開催[92]。
- 4月1日 - 4月30日、信州油屋清右衛門主催の「Vの温泉宿」企画にて、長野県にある温泉旅館、「布引温泉こもろ」をプロデュース[93][94]。
- 4月28日、Lidlic 1st full album 『Emotephilia』に歌唱参加[95]。
- 5月31日、イラスト集「雛見沢くるみがいろいろと至らぬ可能性しかないはじめてのイラスト本」を発売。現在はデータ版のみ販売中[96]。
- 7月6日、レザー製品を扱うsumo56主催の「推しと手作りレザークラフトin阪神梅田百貨店」に出演[97]。
- 7月17日 - 7月31日、sumo56から期間限定ポップアップストア コラボアイテム販売[98]。
- 7月21日、3D音楽ライブイベント「Leaf willow Live vol.4」に出演[99]。
- 7月28日、雛見沢くるみがゲームキャラクターとなっているオリジナルゲーム「ペットつかまえた」リリース[100]。
- 9月4日 - 10月3日、ポケカ専門店「晴れる屋」ポケモンカード動画ナレーションを担当[101]。
- 10月31日、渋谷愛ビジョンにてハロウィンサイネージを放映[102]。
- 11月6日 - 12月5日、FANBOXプリントにてオリジナルブロマイドを販売[103]。
- 11月16日 - 12月15日、LEAFshade社「marurucafe」にてオリジナルメニューとグッズを発売[104]。
- 11月30日、VTuberオンリー音楽フェス「Osaka VTuber Circuit FES vol.4」に出演[105]。
- 12月7日、LEAFshade社「maruru cafe」のイベントに出演[106]。

2025年
- 2月8日、LEAFshade社のスポンサードVtuberに加入[107]。
- 2月9日、東京都のVtuberとして「ご当地Vtuber図鑑」に登録[108]。
- 3月2日、新宿マルイアネックスにて、東京都ご当地Vtuberとしてトークイベントに出演[109]。
- 3月3日、sumo56と提携したオリジナルレザーケースを発売[110]。
- 4月16日、雛見沢くるみオリジナルぬいぐるみを発売[111]。
- 5月20日、ポケカ専門店「晴れる屋2」の広告ナレーションを担当[112]。
- 5月23日、幻想テクノロギア制作のリズムゲーム「Vbeat」に出演[113]。
- 6月28日～７月10日、Iranoanが運営するガチャイチタウン渋谷MODI店にて、「雛見沢くるみコラボガチャ」を発売。2週間の販売予定も、発売日の当日に完売し、以降ガチャ機体でオリジナルの動画のみ放映[114]。
- 7月4日～7月18日、Iranoanがオンラインガチャプラットフォーム、ガチャイチにて「雛見沢くるみオンラインガチャ」を発売。ガチャイチタウン渋谷MODI店の販売分と合わせ、2000個を売り上げる[115]。

## 出演

### Webアニメ
2021年
- ばっとびすっとび忠治くん - キク 役（5月29日）[38]

### CM
2019年
- テレビアニメ「バーチャルさんはみている」（2月18日、TOKYO MX）
- ラジオ「IRIAMバーチャルラジオ営業所」（8月10日、11月23日、AM1422kHz ラジオ日本）

2021年
- WebCM「部屋、探しといて！」ナレーション（5月2日 - 、株式会社Frontier Lotus）[36]

2024年
- 渋谷愛ビジョンにてオリジナル曲のPVを放映（3月15日 - 4月4日）[91]
- ポケカ専門店「晴れる屋」ポケモンカード動画ナレーション（9月4日 - 10月3日）[101]

2025年
- ポケカ専門店「晴れる屋2」の広告ナレーション（5月20日）

### テレビ番組
2020年
- てぇてぇTV（6月26日、BS日テレ、アイキャッチ選手権）

2022年
- ジュリアナの祟りのバブリー革命TV（8月27日、9月3日、テレビ神奈川、ゲスト出演）

### ラジオ番組
2020年
- 江夏亜祐のバブリー革命（6月12日、8月21日、CLOVER MEDIA Radio&NetTV、ゲスト出演）

### ゲーム
2024年
- ペットつかまえた（7月28日）[100]

2025年
- Vbeat（5月23日）[113]

### インターネット番組
2020年
- ブイノオト（7月5日、9月21日、YouTube）[18][21]

2021年
- cluster「大加速祭2021」アンバサダーお披露目パーティ（3月6日、cluster）[116]
- cluster公式生放送「HELLO Cluster」（3月23日、cluster）[31]
- cluster「大加速祭2021×くらげビート7」（3月27日、cluster）[32]
- cluster「大加速祭2021」ワールド制作チャレンジ実況プレイ（4月24日、cluster）[35]
- reator’s Ability -電脳影像空間-（6月4日・6月5日、YouTube）[40][41]
- cluster「ゆるくらげビート2」（6月20日、cluster）[42]
- らいとあっぷ！主催ライブ「LIVE UP FES ~summer2022~」（7月30日、ゲスト出演）[63]
- 3D音楽ライブイベント「Leaf willow Live vol.4」（7月21日、出演）[99]

### 書籍
2021年
- VTuberスタイル Vol.3（12月28日、連載コラム）

2022年
- VTuberスタイル 2022年3月号（2月28日、連載コラム）
- VTuberスタイル 2022年5月号（4月28日、連載コラム）
- VTuberスタイル 2022年7月号（6月30日、連載コラム）
- VTuberスタイル 2022年9月号（8月26日、連載コラム）
- VTuberスタイル 2022年11月号（10月28日、連載コラム）

2023年
- VTuberスタイル 2023年1月号（12月28日、連載コラム）
- VTuberスタイル 2023年3月号（2月28日、連載コラム）
- VTuberスタイル 2023年5月号（4月28日、連載コラム）
- VTuberスタイル 2023年7月号（6月28日、連載コラム）
- VTuberスタイル 2023年9月号（8月28日、連載コラム）
- VTuberスタイル 2023年10月号（9月28日、連載コラム）
- VTuberスタイル 2023年11月号（10月27日、連載コラム）

2024年
- VTuberスタイル 2024年1月号（12月28日、連載コラム）
- イラスト集「雛見沢くるみがいろいろと至らぬ可能性しかないはじめてのイラスト本」現在はデータ版のみ販売中（5月31日）[96]

### イベント
2019年
- デジタルサイネージ広告イベント「サイネージ広告枠決定戦in秋葉原」（3月2日 - 3月9日、THE AKIHABARA CONTAiNER）
- アニメイト渋谷店 バーチャル店員（4月20日、アニメイト渋谷店）[6]
- ニコニコ超会議2019（4月27日・4月28日、幕張メッセ）[7]
  - IRIAM超バーチャル握手会
  - VTuber Fes Japan 2019
- 自転車広告イベント「走る広告!アドチャリ選手権」（8月25日、秋葉原）[11]
- イリラジ大感謝祭（11月23日、AKIBAカルチャーズ劇場）
  - イリラジ歌謡祭
- 単独ライブイベント 東京VTuber劇場 「くるみを見る会」（12月30日、J-SQUARE SHINAGAWA）

2020年
- エナツの祟り「ロボットレストラン無観客ライブ」（4月5日、ロボットレストラン、司会進行）[15]
- わくわく！VTuberひろば おんらいん Vol.3（11月22日、渋谷モディ）[25]
- エンタス忘年会（12月4日、秋葉原エンタス）

2021年
- 単独イベント「ネットおしゃべりフェス（雛見沢くるみ生誕SP）」（3月3日、オンライン開催）[27]
- 単独コラボカフェ「雛見沢スープカレー症候群」（3月13日 - 4月24日、スープカレーカムイ）[30]
- BOOKOFF 秋葉原駅前店 店内ナレーション（4月1日 - 、BOOKOFF 秋葉原駅前店）
- ナゴヤVTuber展 アンバサダー（5月28日 - 6月21日、名古屋PARCO）[37]
- コラボイベント「スープカレーカムイVtuber」（8月1日 - 、スープカレーカムイ）[44]
- コラボアドトラック広告「俺の風 × 雛見沢くるみ」（8月13日 - 8月22日、新宿・秋葉原・渋谷）[46]
- XRカンファレンスイベント「XR Matsuri」（11月25日、TOC五反田メッセ、VIVEアンバサダーとして）[51]
- トークイベント「リアル＆バーチャルアイドル on STAGE」（12月22日、TSUTAYA EBISUBASHI）[52]

2022年
- 単独ライブイベント「劇場版 雛見沢くるみ Clover Symphony クローバーシンフォニー 第一章 －希望－」（3月5日、池袋HUMAXシネマズ）[58][59]
- コラボカフェ「Vハロ -2022-」（10月15日 - 10月30日、MARUNOKI CAMP CAFE FOOD MARKET）[66]
- 単独イベント「今日はボドゲの日」（12月24日 - 12月25日）[69]

2023年
- JR東日本高輪ゲートウェイ駅の開業3周年記念イベント「Playable Week 2023」（3月11日、高輪ゲートウェイ駅、バーチャルアバターロボット）[74][75]
- 単独ライブイベント「劇場版 雛見沢くるみ 四葉行進 -Clover March- 」（3月12日、池袋HUMAXシネマズ）[76]
- RED゜TOKYO TOWER リアルタイムトークイベント（6月18日、東京タワーフットタウン）[81][82]
- 「ワコンピ unleashed」制作プロジェクトスペシャルステージ（7月29日、ベルサール秋葉原）[83]
- 湘南台温泉らくコラボイベント「推しＶ風呂」（11月3日 - 11月5日、湘南台温泉らく）[88]

2024年
- 山葵音楽学校プロジェクト主催「ルモノリスフェス」（2月16日）[90]
- まぼろし博覧会にてコラボイベントを開催（3月20日）[92]
- 信州油屋清右衛門主催、布引温泉こもろにて「Vの温泉宿」をプロデュース（4月1日 - 4月30日）[93][94]
- sumo56主催の「推しと手作りレザークラフトin阪神梅田百貨店」に出演（7月6日）[97]。
- 3D音楽ライブイベント「Leaf willow Live vol.4」に出演（7月21日）[99]。
- ペペロンチーノ主催のOsaka VTuber Circuit FES vol.4に出演（11月30日）[105]。
- LEAFshade社「maruru cafe」のイベントに出演（12月7日）[106]。

2025年
- 新宿マルイアネックスにて、東京都ご当地Vtuberとしてトークイベントに出演(3月2日)[109]。
- sumo56と提携したオリジナルレザーケースを発売(3月3日 )[110]。
- Iranoanが運営するガチャイチタウン渋谷MODI店にて、「雛見沢くるみコラボガチャ」を発売[114]。
- Iranoanが運営するオンラインガチャプラットフォーム、ガチャイチにて「雛見沢くるみオンラインガチャ」を発売[115]。

## タイアップ
2020年
- ウェブポン（2月21日 - 3月1日）[14]
- DMMスクラッチ（4月28日 - 6月1日）[16]
- FUJIMI（5月30日 - 、インフルエンサーとして活動）
- プリロール（7月21日 - ）[19]
- KURAND（8月4日 - 8月30日）[20]
- ゲートルーラー（10月20日 - 1月8日、公式アンバサダーに就任）[23]

2021年
- cluster（2月17日 - 3月28日、cluster大加速祭アンバサダーに就任）[26]
- HTC NIPPON（3月12日 - 、第4期VIVEアンバサダーに就任）[29]
- DMMスクラッチ（4月2日 - 5月2日）[33]
- フルーツポット（4月3日 - ）[34]
- こんぷりん（6月1日 - 12月31日）[39]
- Zeeny（9月9日 - ）[48]

2022年
- 麵屋武蔵（1月14日 - 、初代公式アンバサダーに就任）[54][55]
- vnow（2月18日 - 3月11日、9月1日 - 9月15日）[56][65]

2023年
- DMMスクラッチ（1月1日 - 2月1日、2月10日 - 2月28日、9月7日 - 10月6日）[70][71][72][73][86]

## ディスコグラフィ

### ぴぐまりおん。 名義
| MV公開日      | タイトル     | 作詞・作曲 |
| ------------- | ------------ | ---------- |
| 2019年8月10日 | サマーダイブ | いいづか   |

### 雛見沢くるみ 名義
| MV公開日       | タイトル                 | 作詞・作曲・編曲 |
| -------------- | ------------------------ | ---------------- |
| 2019年7月10日  | Pisces                   | 難波研           |
| 2019年7月11日  | あこがれ                 | 難波研           |
| 2020年6月13日  | I'm Doll                 | 木村             |
| 2021年3月7日   | クローバーシンフォニー。 | 難波研           |
| 2021年10月26日 | PET                      | 難波研           |

### 参加作品

#### デジタルシングル
| 発売日        | タイトル                                                                                       | 作詞・作曲 |
| ------------- | ---------------------------------------------------------------------------------------------- | ---------- |
| 2021年8月18日 | DOKI★DOKI★DOKI★DOKI★DOKI (feat. 彩華すゞり, 白雪こころ, 白雪ましろ, 雛見沢くるみ & 比良坂芽衣) | 藤末樹     |
| 2023年8月9日  | テイル                                                                                         | むゆるん   |
| 2024年4月28日 | シグナルピリオド                                                                               | Lidlic     |